# Stade de Kashima
 (avril 2025).
Si vous disposez d'ouvrages ou d'articles de référence ou si vous connaissez des sites web de qualité traitant du thème abordé ici, merci de compléter l'article en donnant les références utiles à sa vérifiabilité et en les liant à la section « Notes et références ».
Le stade de Kashima (カシマサッカースタジアム, Kashima sakkāsutajiamu) est un stade de football situé dans la ville de Kashima, dans la Préfecture d'Ibaraki au Japon.
Il a une capacité d'environ 40 728 personnes et il s'agit du stade du club de football des Kashima Antlers, plusieurs fois vainqueur de différentes coupes au Japon. Le stade est inauguré en mai 2001.

## Moyens d'accès
La gare de Kashima Soccer Stadium sur la ligne Kashima de la JR East dessert le stade les jours de match. 

## Coupe du monde de football de 2002
Le Kashima Soccer Stadium a accueilli trois matches de la Coupe du monde de football de 2002, disputée en Corée du Sud et au Japon :
| Dimanche 2 juin 2002, Groupe F |   |         |     |
| Argentine                      | - | Nigeria | 1:0 |
| Mercredi 5 juin 2002, Groupe E |   |         |     |
| Allemagne                      | - | Irlande | 1:1 |
| Samedi 8 juin 2002, Groupe G   |   |         |     |
| Italie                         | - | Croatie | 1:2 |

## Galerie

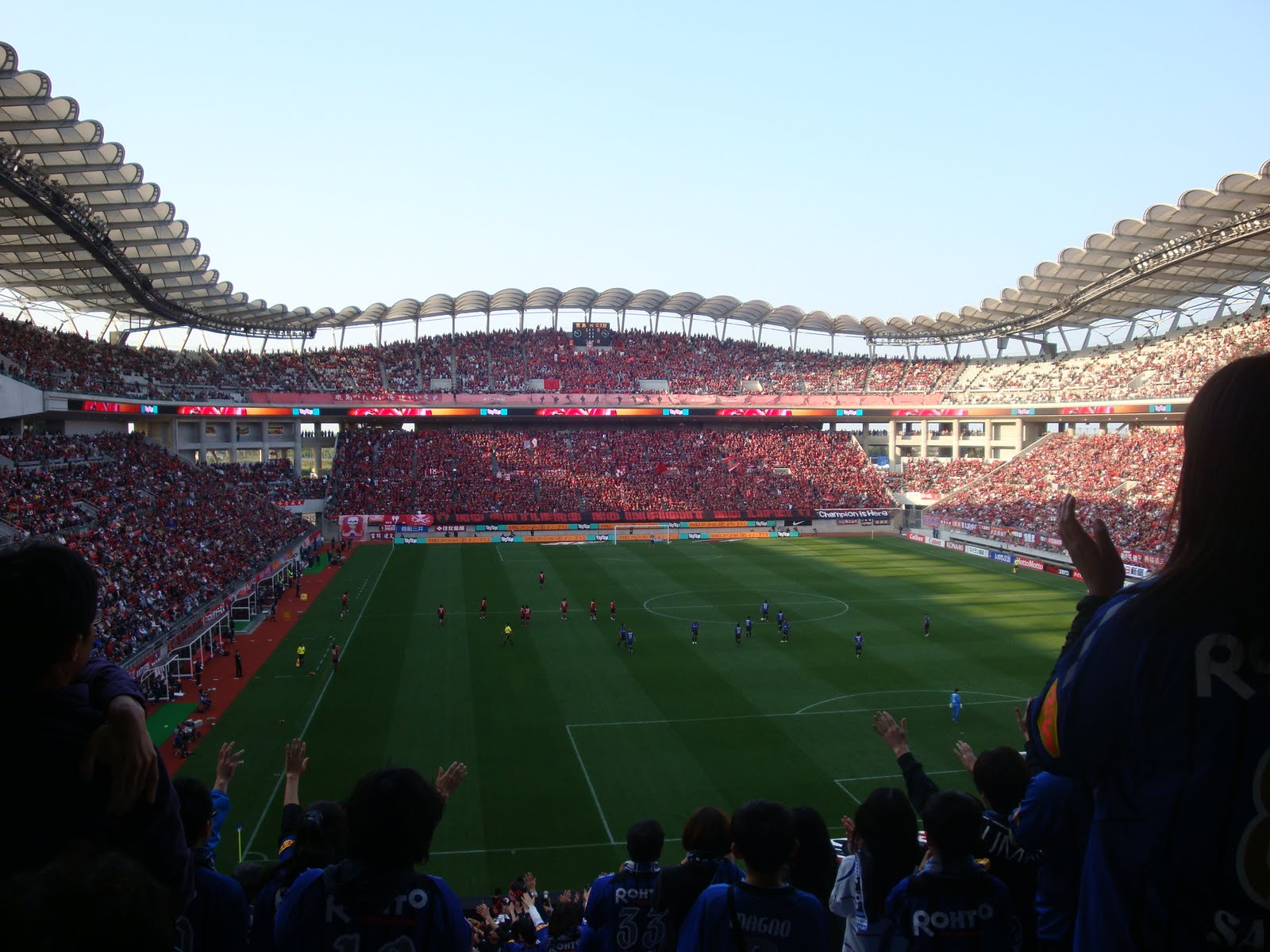
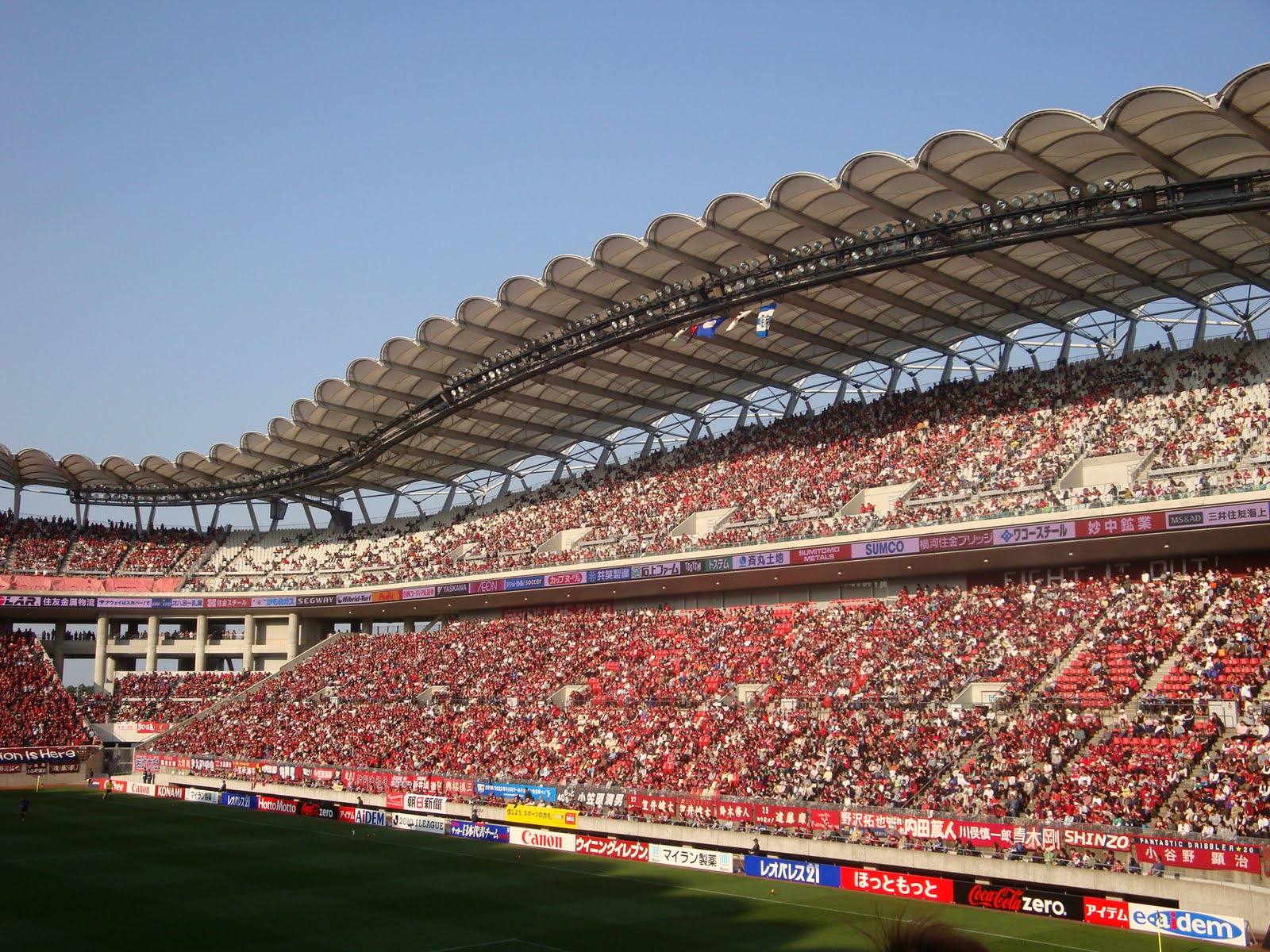
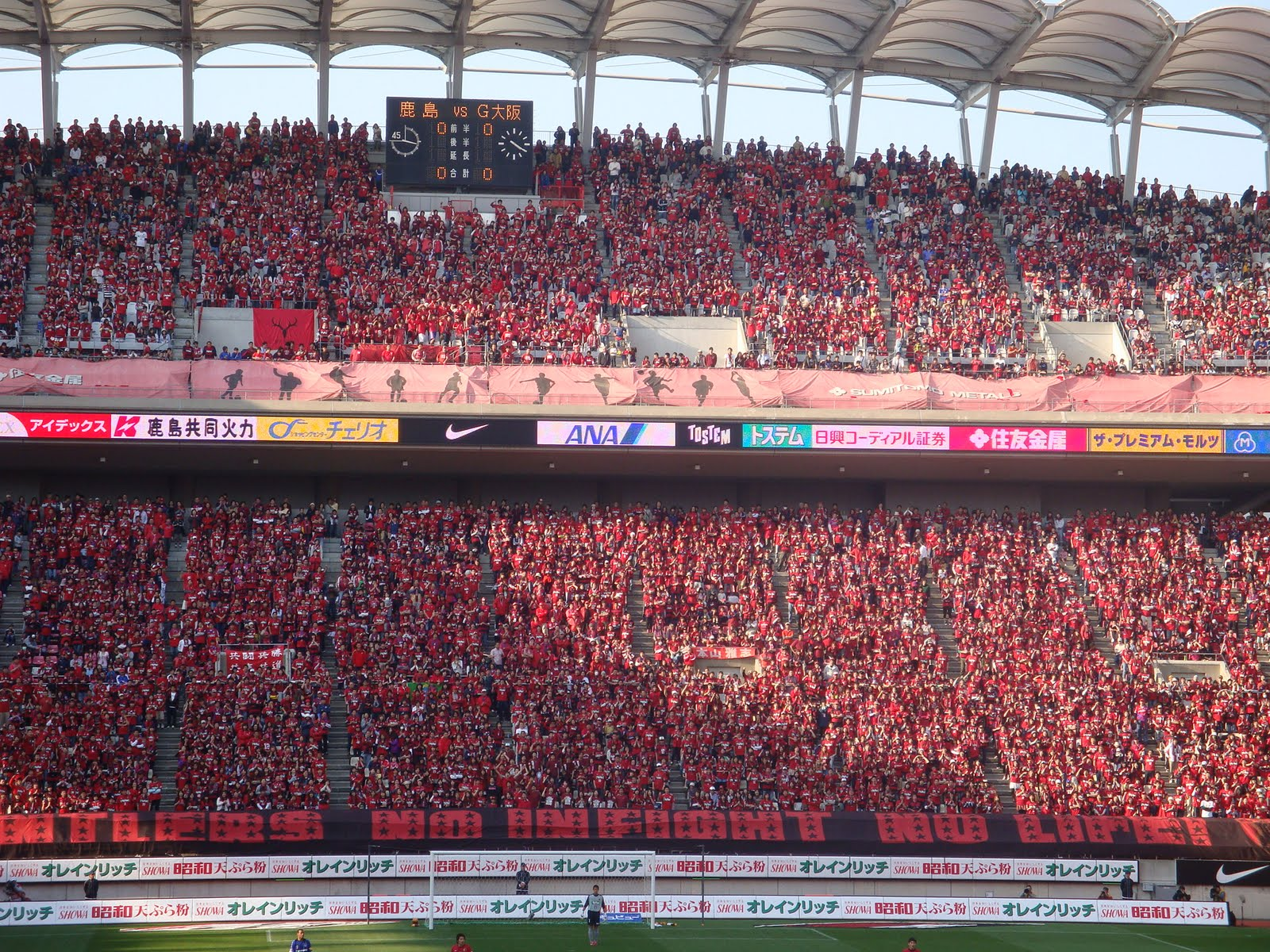
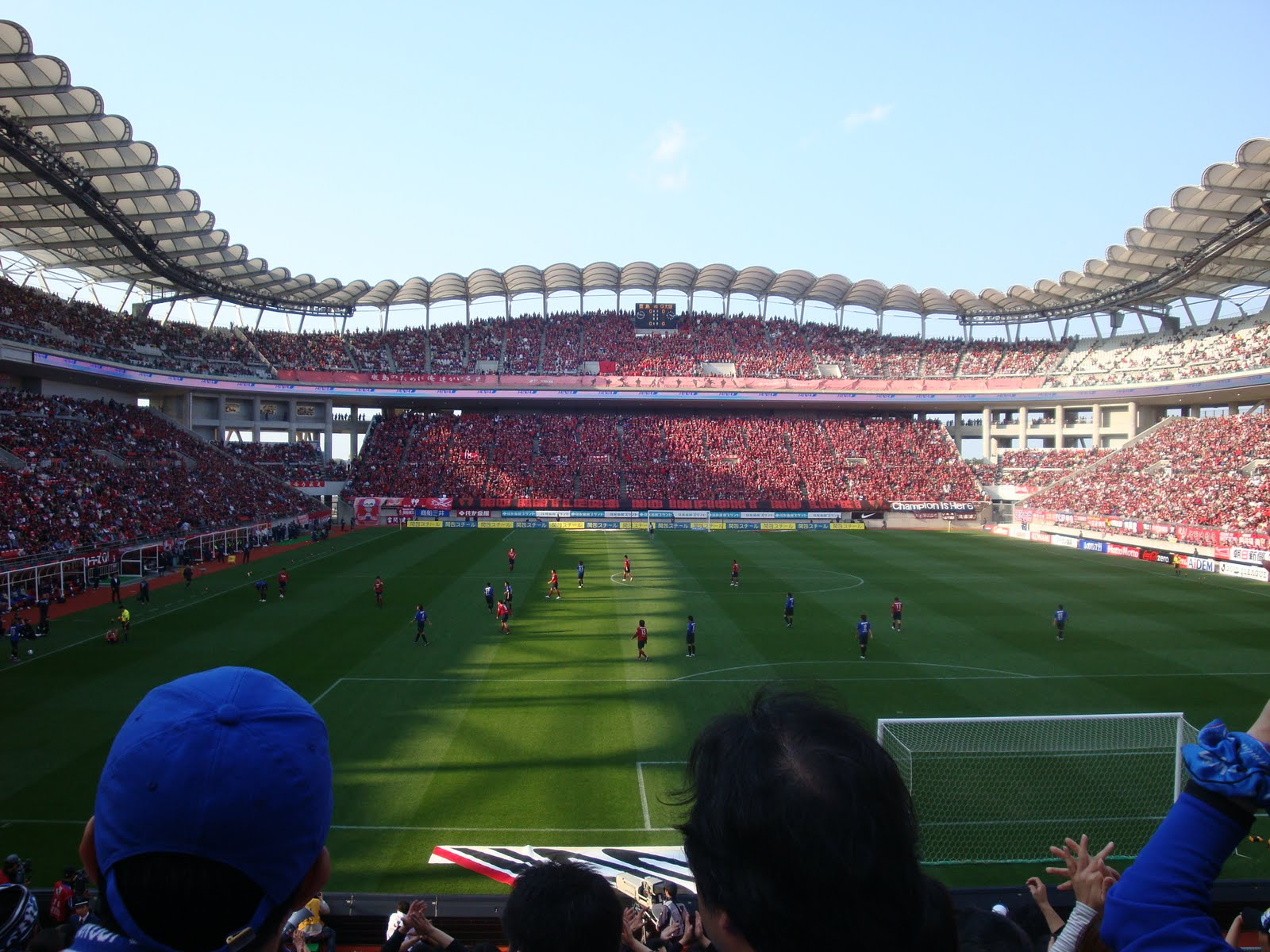

## Évènements
- Coupe des confédérations 2001
- Coupe du monde de football de 2002